# Scopula illiturata
Scopula illiturata là một loài bướm đêm trong họ Geometridae.